# Ksenofont Ilakovac
Ksenofont Ilakovac (Zagreb, 16. kolovoza 1928. – Zagreb, 30. travnja 2024.) bio je hrvatski fizičar u području nuklearne i atomske fizike, redovni profesor Prirodoslovno-matematičkikog fakulteta u Zagrebu i redoviti član Hrvatske akademije znanosti i umjetnosti.

## Životopis
Ksenofont Ilakovac rođen je u Zagrebu 1928. godine. Djetinjstvo i mlade dane proveo je u Slavoniji, a gimnaziju završio u Slavonskom Brodu 1947. godine. Fiziku diplomira 1951. godine na Prirodoslovno-matematičkom fakultetu (PMF) u Zagrebu. Iste godine postaje asistent profesora Ivana Supeka na Zavodu za Teorijsku fiziku PMF-a, te odlazi na odlazi na  postdiplomski studij na Sveučilište u Birminghamu u Ujedinjenom Kraljevstvu, gdje doktorira 1954. godine pod vodstvom profesora Philipa Burtona Moona. Po povratku u Zagreb zapošljava sa na Institutu Ruđer Bošković, gdje vodi Nuklearno-strukturnu grupu. Od 1962. do 1964. predaje na poslijediplomskom studiju fizike na Sveučilištu u Washingtonu (University of Washington) kao gostujući izvanredni profesor. Od 1964. postaje izvanredni, a od 1973. redovni profesor Fizičkog zavoda PMF-a. Na Institutu Ruđer Bošković ostaje vanjski suradnik Odjela za fiziku, energetiku i primjenu (FEP) do 1975. Od te je godine izvanredni, a od 1991. redoviti član Hrvatske akademije znanosti i umjetnosti, u Razredu za matematičke, fizičke i kemijske znanosti. Po odlasku u mirovinu 1998. godine postaje professor emeritus.